# Зґлечево-Шляхецьке
Зґлечево-Шляхецьке (пол. Zgleczewo Szlacheckie) — село в Польщі, у гміні Заремби-Косьцельні Островського повіту Мазовецького воєводства.
Населення — 64 особи (2011).
У 1975-1998 роках село належало до Ломжинського воєводства.

## Демографія
Демографічна структура станом на 31 березня 2011 року:
|          | Загалом | Допрацездатний вік | Працездатний вік | Постпрацездатний вік |
| -------- | ------- | ------------------ | ---------------- | -------------------- |
| Чоловіки | 32      | 3                  | 21               | 8                    |
| Жінки    | 32      | 6                  | 12               | 14                   |
| Разом    | 64      | 9                  | 33               | 22                   |